# Puck (雜誌)
Puck（帕克）是美国歷史上的一本幽默杂志，該雜誌主要刊登卡通、諷刺畫和政治讽刺漫畫。該雜誌創刊於1876年，由约瑟夫·开普勒創辦。創刊時是一本德語雜誌。 英文版於1877年創刊。Puck的意思來自於仲夏夜之夢當中同名角色帕克。1916年，該雜誌被威廉·赫斯特創辦的公司收购。該雜誌的最後一期於1918年9月5日出版。